# ما بچه‌های بولربو
ما بچه‌های بولربو (به انگلیسی: The Six Bullerby Children)، (به سوئدی: Barnen i Bullerbyn) نام کتابی است از آسترید لیندگرن نویسنده سوئدی که در پاییز ۱۹۴۷ منتشر شد. این کتاب به ۳۹ زبان زنده دنیا ترجمه شده‌است و در بسیاری از کشورهای دنیا از جمله ایران، آمریکا و انگلستان منتشر شده‌است. این کتاب در مورد شش کودک سوئدی است که در یک دهکده کوچک در سوئد زندگی می‌کنند.

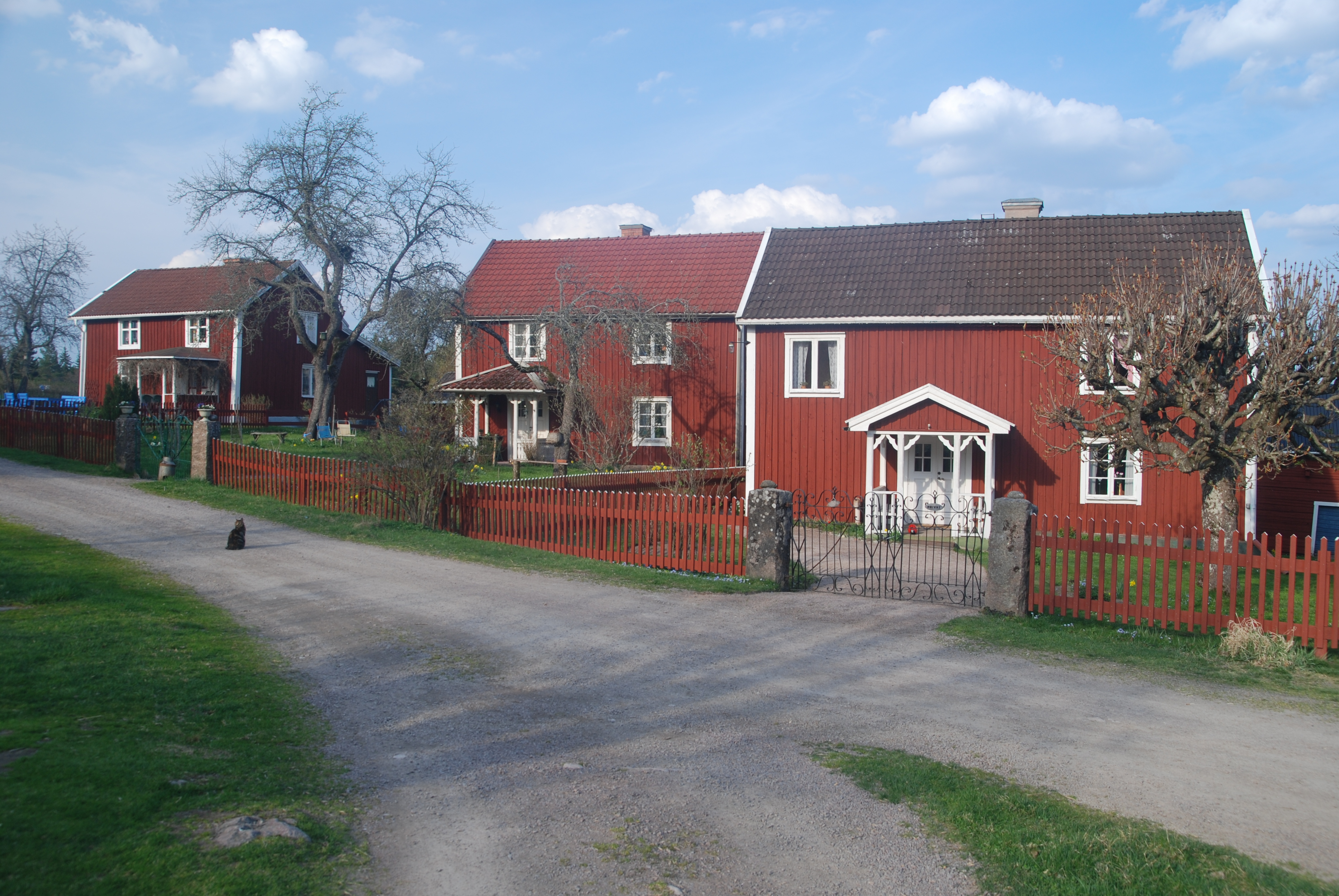
خانه‌های بولربو (در حقیقت روستای سودستارپ) در سال ۲۰۰۹

گوینده داستان یک دختر کوچک به نام لیزا است و در مورد زندگی و ماجراجویی‌هایش در دهکده کوچک بولربوی سوئد می‌گوید. این دهکده از ۳ خانه تشکیل شده که به صورت خطی در کنار یکدیگر قرار گرفته‌اند و در آن‌ها ۷ بچه به همراه خانواده هایشان زندگی می‌کنند. لیسا به همراه برادران بزرگترش لاسه و بوسه، همسایه‌هایشان بریتا و آنا به همراه اوله و خواهرش کریستین.
آسترید لیندگرن در این کتاب نه تنها دنیای زیبای این دهکده را به نمایش کشیده بلکه دنیای کودکانه بسیار زیبایی را نیز نمایش داده است.
- دهکده بولربو کاملاً شبیه به دهکده سودستارپ (Sevedstorp)است، جایی که پدر آسترید لیندگرن تا ۱۰ سالگی در آن زندگی می‌کرده‌است. هنوز هم همان ۳ خانه در آن دهکده وجود دارند که می‌توان تصویر هوایی این سه خانه را از طریق گوگل مپ در این آدرس دید.
- در سال ۱۹۸۶ فیلمی سوئدی به نام Alla vi barn i Bullerbyn بر اساس این داستان ساخته شد.
- این کتاب در سال ۱۳۴۸ توسط حشمت نامدار ترجمه شد و توسط نشر پدیده نیز منتشر شد و هم‌اکنون ورژن آنلاینی از این کتاب وجود ندارد.